# Paracycling-Bahnweltmeisterschaften 2020

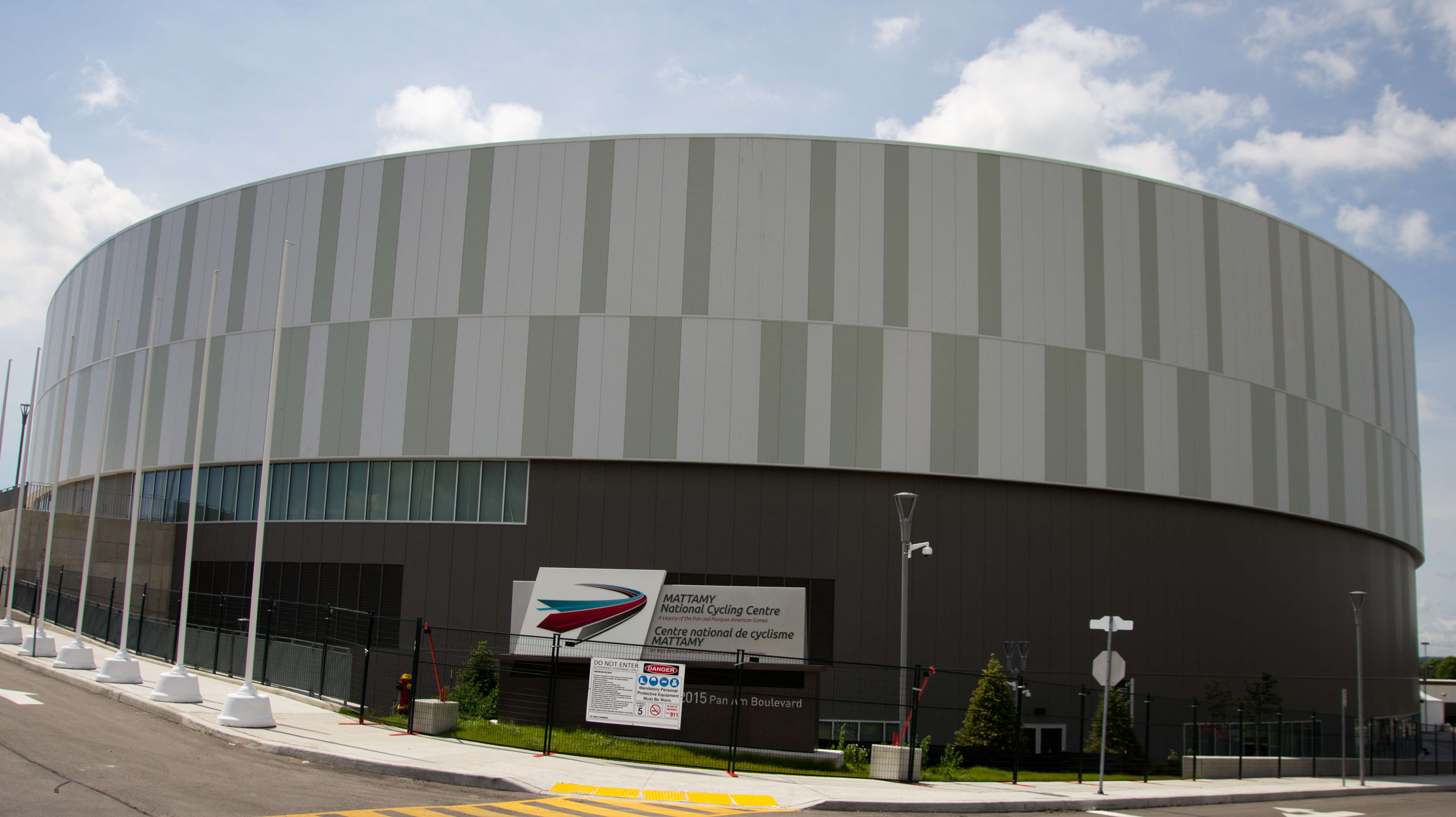
Das Mattamy National Cycling Centre in Milton

Die Paracycling-Bahnweltmeisterschaften 2020 (2020 UCI Para-cycling Track World Championships) fanden vom 30. Januar bis 2. Februar im Mattamy National Cycling Centre im kanadischen Milton statt.

## Resultate

### Klasse B

#### Sprint
| Frauen – B |                                 |              |                 |
| #          | Fahrerin/Pilotin                | Nationalität | Gewonnene Läufe |
|            | Sophie Thornhill / Helen Scott  | GBR          | (1), (2)        |
|            | Griet Hoet / Anneleen Monsieur  | BEL          |                 |
|            | Stephanie Zundel / Heather Gray | USA          | (1), (2)        |

| Männer – B |                                   |              |                 |
| #          | Fahrer/Pilot                      | Nationalität | Gewonnene Läufe |
|            | James Ball / Lewis Stewart        | GBR          | (1), (2)        |
|            | Neil Fachie / Matthew Rotherham   | GBR          |                 |
|            | Adam Brzozowski / Kamil Kuczyński | POL          | (1), (2)        |

#### Zeitfahren
| Frauen – WB (1000 m) |                                 |              |            |
| #                    | Fahrerin/Pilotin                | Nationalität | Zeit (min) |
|                      | Sophie Thornhill / Helen Scott  | GBR          | 1:04,953   |
|                      | Larissa Klaassen / Imke Brommer | NED          | 1:06,984   |
|                      | Emma Foy / Hannah van Kampen    | NZL          | 1:07,352   |

| Männer – MB (1000 m) |                                 |              |            |
| #                    | Fahrer/Pilot                    | Nationalität | Zeit (min) |
|                      | Neil Fachie / Matthew Rotherham | GBR          | 59,724     |
|                      | James Ball / Lewis Stewart      | GBR          | 1:00,323   |
|                      | Kai Kruse / Robert Förstemann   | GER          | 1:01,678   |

#### Verfolgung
| Frauen – WB (3000 m) |                                      |              |            |
| #                    | Fahrerin/Pilotin                     | Nationalität | Zeit       |
|                      | Emma Foy / Hannah van Kampen         | NZL          | 3:23,163 G |
|                      | Katie-George Dunlevy / Eve McCrystal | IRL          | 3:31,396 G |
|                      | Griet Hoet / Anneleen Monsieur       | BEL          |            |

| Männer – MB (4000 m) |                                   |              |            |
| #                    | Fahrer/Pilot                      | Nationalität | Zeit       |
|                      | Marcin Polak / Michał Ładosz      | POL          |            |
|                      | Stephen Bate / Adam Duggleby      | GBR          | eingeholt  |
|                      | Vincent ter Schure / Timo Fransen | NED          | 4:11,905 B |

- Legende: „G“ = Zeit aus dem Finale um Gold; „B“ = Zeit aus dem Finale um Bronze

#### Teamsprint (Mixed)
| MWB (750 m) |                                                                         |              |        |
| #           | Fahrer(innen)                                                           | Nationalität | Zeit   |
|             | Larissa Klaassen / Imke Brommer / Vincent ter Schure / Timo Fransen     | NLD          | 49,696 |
|             | Angelika Biedrzycka / Edyta Jasińska / Adam Brzozowsk / Kamil Kuczyński | POL          | 51,636 |
|             | Elena Kalatzi / Argiro Milaki / Christos Sandalakis / Sotirios Bretas   | GRE          | 52,015 |

### Klasse C

#### Zeitfahren
| #                    | Fahrerin         | Nationalität | Zeit (s)  |
| -------------------- | ---------------- | ------------ | --------- |
| Frauen – WC1 (500 m) |                  |              |           |
|                      | Qian Wangwei     | CHN          | 55,684    |
| Frauen – WC2 (500 m) |                  |              |           |
|                      | Amanda Reid      | AUS          | 39,035 WR |
|                      | Alyda Norbruis   | NED          | 40,234    |
|                      | Song Zhenling    | CHN          | 42,581    |
| Frauen – WC3 (500 m) |                  |              |           |
|                      | Clara Brown      | USA          | 40,94     |
|                      | Wang Xiaomei     | CHN          | 41,722    |
|                      | Keiko Sugiura    | JPN          | 42,844    |
| Frauen – WC4 (500 m) |                  |              |           |
|                      | Kate O’Brien     | CAN          | 35,223    |
|                      | Kadeena Cox      | GBR          | 36,653    |
|                      | Ruan Jianping    | CHN          | 38,536    |
| Frauen – WC5 (500 m) |                  |              |           |
|                      | Caroline Groot   | NED          | 36,159    |
|                      | Marie Patouillet | FRA          | 37,547    |
|                      | Sarah Storey     | GBR          | 38,21     |

| #                     | Fahrer                   | Nationalität | Zeit (min)  |
| --------------------- | ------------------------ | ------------ | ----------- |
| Männer – MC1 (1000 m) |                          |              |             |
|                       | Li Zhangyu               | CHN          | 1:11,166 WR |
|                       | Liang Weicong            | CHN          | 1:12,944    |
|                       | Ricardo Ten Argilés      | ESP          | 1:15,322    |
| Männer – MC2 (1000 m) |                          |              |             |
|                       | Alexandre Leaute         | FRA          | 1:11,373 WR |
|                       | Tristen Chernove         | CAN          | 1:12,231    |
|                       | Gordon Allan             | AUS          | 1:12,789    |
| Männer – MC3 (1000 m) |                          |              |             |
|                       | Jaco Van Gass            | GBR          | 1:07,867    |
|                       | Alexsey Alexei Obidennow | RUS          | 1:08,747    |
|                       | Eduardo Santas Asensio   | ESP          | 1:09,459    |
| Männer – MC4 (1000 m) |                          |              |             |
|                       | Jody Cundy               | GBR          | 1:05,087    |
|                       | Jozef Metelka            | SVK          | 1:06,039    |
|                       | Carol Eduard Novak       | ROU          | 1:08,310    |
| Männer – MC5 (1000 m) |                          |              |             |
|                       | Alfonso Cabella Llamas   | ESP          | 1:03,180    |
|                       | Christopher Murphy       | USA          | 1:05,259    |
|                       | Dorian Foulon            | FRA          | 1:05,682    |

#### Verfolgung
| #                     | Fahrerin            | Nationalität | Zeit (min) |
| --------------------- | ------------------- | ------------ | ---------- |
| Frauen – WC1 (3000 m) |                     |              |            |
|                       | Qian Wangwei        | CHN          | 4:57,300   |
| Frauen – WC2 (3000 m) |                     |              |            |
|                       | Zeng Sini           | CHN          | 4:09,740 G |
|                       | Sarah Ellington     | NZL          | 4:17,929 G |
|                       | Maike Hausberger    | GER          | ohne Zeit  |
| Frauen – WC3 (3000 m) |                     |              |            |
|                       | Paige Greco         | AUS          | 4:00,243 G |
|                       | Clara Brown         | USA          | 4:04,909 G |
|                       | Denise Schindler    | GER          | 4:04,119 B |
| Frauen – WC4 (3000 m) |                     |              |            |
|                       | Emily Petricola     | AUS          | 3:44,146 G |
|                       | Meg Lemon           | AUS          | eingeholt  |
|                       | Shawn Morelli       | USA          | 3:55,826 B |
| Frauen – WC5 (3000 m) |                     |              |            |
|                       | Sarah Storey        | GBR          | ohne Zeit  |
|                       | Crystal Lane-Wright | GBR          | eingeholt  |
|                       | Nicole Murray       | NZL          | ohne Zeit  |

| #                     | Fahrer                 | Nationalität | Zeit (min) |
| --------------------- | ---------------------- | ------------ | ---------- |
| Männer – MC1 (3000 m) |                        |              |            |
|                       | Li Zhangyu             | CHN          | 3:48,206 G |
|                       | Ricardo Ten Argilés    | CHN          | 3:49,657 G |
|                       | Liang Weicong          | CHN          | 3:48,231 B |
| Männer – MC2 (3000 m) |                        |              |            |
|                       | Ewoud Vromant          | BEL          | 3:36,322 G |
|                       | Alexandre Leaute       | FRA          | 3:42,970 G |
|                       | Liang Guihua           | CHN          | 3:38,925 B |
| Männer – MC3 (3000 m) |                        |              |            |
|                       | David Nicholas         | AUS          | 3:28,764 G |
|                       | Jaco Van Gass          | GBR          | 3:29,266 G |
|                       | Eduardo Santas Asensio | ESP          | 3:28,855 B |
| Männer – MC4 (4000 m) |                        |              |            |
|                       | Jozef Metelka          | SVK          | ohne Zeit  |
|                       | Carol Eduard Novak     | ROU          | eingeholt  |
|                       | Ronan Grimes           | IRL          | 4:43,806 B |
| Männer – MC5 (4000 m) |                        |              |            |
|                       | Dorian Foulon          | FRA          | 4:30,245 G |
|                       | Lauro Chaman           | BRA          | 4:30,573 G |
|                       | Jonathan Gildea        | GBR          | 4:31.519 B |

- Legende: „G“ = Zeit aus dem Finale um Gold; „B“ = Zeit aus dem Finale um Bronze

#### Scratch
| Frauen – WC 1 (10 km) |                     |              |
| #                     | Fahrerin            | Nationalität |
|                       | Qian Wangwei        | CHN          |
| Frauen – WC 2 (10 km) |                     |              |
| #                     | Fahrerin            | Nationalität |
|                       | Amanda Reid         | AUS          |
|                       | Maike Hausberger    | GER          |
|                       | Song Zhenling       | CHN          |
| Frauen – WC 3 (10 km) |                     |              |
| #                     | Fahrerin            | Nationalität |
|                       | Wang Xiaomei        | CHN          |
|                       | Clara Brown         | USA          |
|                       | Richael Timothy     | IRL          |
| Frauen – WC 4 (10 km) |                     |              |
|                       | Emily Petricola     | AUS          |
|                       | Ruan Jianping       | AUS          |
|                       | Samantha Bosco      | USA          |
| Frauen – WC 5 (10 km) |                     |              |
|                       | Sarah Storey        | GBR          |
|                       | Crystal Lane-Wright | GBR          |
|                       | Caroline Groot      | NED          |

| #                     | Fahrer                           | Nationalität |
| --------------------- | -------------------------------- | ------------ |
| Männer – MC1 (15 km)  |                                  |              |
|                       | Ricardo Ten Argilés              | ESP          |
|                       | Iwan Ermakow                     | RUS          |
|                       | Mohamad Yusof Hafizi Shaharuddin | MAS          |
| Männer – MC2 (15 km)  |                                  |              |
|                       | Maurice Far Eckhard Tió          | ESP          |
|                       | Tristen Chernove                 | CAN          |
|                       | Alexandre Leaute                 | FRA          |
| Männer – MC 3 (15 km) |                                  |              |
|                       | Jaco Van Gass                    | GBR          |
|                       | Alexei Obidennow                 | RUS          |
|                       | Eduardo Santas Asensio           | ESP          |
| Männer – MC 4 (15 km) |                                  |              |
|                       | Jozef Metelka                    | SVK          |
|                       | Jason Macom                      | USA          |
|                       | Sergei Pudow                     | RUS          |
| Männer – MC 5 (15 km) |                                  |              |
|                       | Alistair Donohoe                 | AUS          |
|                       | Daniel Abraham Gebru             | NED          |
|                       | Lauro Chaman                     | BRA          |

#### Omnium
| Frauen – WC 1 |                   |              |        |
| #             | Fahrerin          | Nationalität | Punkte |
|               | Qian Wangwei      | CHN          | 120    |
| Frauen – WC 2 |                   |              |        |
|               | Song Zhenling     | CHN          | 152    |
|               | Maike Hausberger  | GER          | 150    |
|               | Zeng Sini         | CHN          | 150    |
| Frauen – WC 3 |                   |              |        |
|               | Clara Brown       | USA          | 154    |
|               | Wang Xiaomei      | CHN          |        |
|               | Denise Schindler  | GER          | 140    |
| Frauen – WC 4 |                   |              |        |
|               | Emily Petricola   | AUS          | 154    |
|               | Samantha Bosco    | USA          | 138    |
|               | Ruan Jianping     | CHN          | 144    |
| Frauen – WC 5 |                   |              |        |
|               | Sarah Storey      | GBR          | 156    |
|               | Marie Patouillet  | FRA          | 146    |
|               | Caroline de Groot | NED          | 140    |

| #                     | Fahrer                 | Nationalität | Punkte |
| --------------------- | ---------------------- | ------------ | ------ |
| Männer – MC1          |                        |              |        |
|                       | Ricardo Ten Argilés    | ESP          | 158    |
|                       | Liang Weicong          | CHN          | 148    |
|                       | Aaron Keith            | USA          | 134    |
| Männer – MC2          |                        |              |        |
|                       | Alexandre Leaute       | FRA          | 154    |
|                       | Tristen Chernove       | CAN          | 146    |
|                       | Liang Guihua           | CHN          | 136    |
| Männer – MC 3 (15 km) |                        |              |        |
|                       | Jaco Van Gass          | GBR          | 156    |
|                       | Alexei Obidennow       | RUS          | 144    |
|                       | Eduardo Santas Asensio | ESP          | 144    |
| Männer – MC 4 (15 km) |                        |              |        |
|                       | Jozef Metelka          | SVK          | 158    |
|                       | Jason Macom            | USA          | 140    |
|                       | Carol Eduard Novak     | ROU          | 138    |
| Männer – MC 5         |                        |              |        |
|                       | Dorian Foulon          | FRA          | 148    |
|                       | Lauro Chaman           | BRA          | 138    |
|                       | Carol Eduard Novak     | ROU          | 138    |

## Aufgebote

### Deutschland
- Jessica Dietz (B), Maxie Rathmann (Pilotin), Raphaela Eggert (C4), Maike Hausberger (C2), Kai Kruse (B), Robert Förstemann (Pilot), Denise Schindler (C3), Pierre Senska (C1), Erich Winkler (C1)

### Österreich
- Yvonne Marzinke, Andreas Zirkl